# Hippoporina
Hippoporina is een mosdiertjesgeslacht uit de familie van de Bitectiporidae en de orde Cheilostomatida

## Soorten
- Hippoporina acuta Cook, 1964
- Hippoporina ampla Osburn, 1952
- Hippoporina apertura (Osburn, 1952)
- Hippoporina aulacomyae Lopez Gappa, 1981
- Hippoporina cancellata (Smitt, 1868)
- Hippoporina caribaea Winston, 2005
- Hippoporina chilota Moyano, 1982
- Hippoporina dentata Gontar, 1993
- Hippoporina elegans (MacGillivray, 1860)
- Hippoporina harmsworthi (Waters, 1900)
- Hippoporina impar (MacGillivray, 1890)
- Hippoporina indica Pillai, 1978
- Hippoporina lacrimosa Cook, 1964
- Hippoporina lineolifera (Hincks, 1886)
- Hippoporina murdochi (Kluge, 1962)
- Hippoporina pertusa (Esper, 1796)
- Hippoporina polygonia (Jullien, 1882)
- Hippoporina purpurata Arakawa, 1995
- Hippoporina reticulatopunctata (Hincks, 1877)
- Hippoporina rutelliformis Winston & Woollacott, 2009
- Hippoporina sertata (Canu & Bassler, 1930)
- Hippoporina tchukotkensis (Kluge, 1952)
- Hippoporina teresae Souto, Reverter-Gil & Fernández-Pulpeiro, 2010
- Hippoporina vulgaris Dick & Ross, 1988

Niet geaccepteerde soorten:
- Hippoporina americana (Verrill, 1875) → Pentapora americana (Verrill, 1875)
- Hippoporina borealis (Waters, 1900) → Hippomonavella borealis (Waters, 1900)
- Hippoporina cincta (Hincks, 1885) → Bitectipora cincta (Hincks, 1885)
- Hippoporina circumcincta Neviani, 1896 → Cheiloporina circumcincta (Neviani, 1896)
- Hippoporina contracta → Stephanollona contracta (Waters, 1899)
- Hippoporina elegans Lu, 1991 → Characodoma elegans (Lu, 1991)
- Hippoporina epaxia Gordon, 1984 →  Oppiphorina epaxia (Gordon, 1984)
- Hippoporina hylina → Celleporella hyalina (Linnaeus, 1767)
- Hippoporina ozalea Gordon, 1989 → Bitectipora ozalea (Gordon, 1989)
- Hippoporina porosa (Verrill, 1879) → Schizobrachiella porosa (Verrill, 1879)
- Hippoporina powelli Gordon, 1989 → Oppiphorina powelli (Gordon, 1989)
- Hippoporina propinqua (Smitt, 1868) → Smittoidea propinqua (Smitt, 1868)
- Hippoporina retepora Gordon, 1989 →  Bitectipora retepora (Gordon, 1989)
- Hippoporina ussowi (Kluge, 1908) → Rhamphostomella ussowi (Kluge, 1908)
- Hippoporina verrilli Maturo & Schopf, 1968 → Schizobrachiella verrilli (Maturo & Schopf, 1968)